# 一貫性 (単位系)
一貫性のある単位系（いっかんせいのあるたんいけい、英: coherent system of units、仏: système cohérent d'unités）とは、各物理量の単位相互の換算関係に、1以外の係数が入らない単位系のことである。
計量学に関する国際的な用語について書かれた国際文書（JCGM 200:2012）によると、一貫性のある単位系の構成要素である組立単位のことを、一貫性のある組立単位（いっかんせいのあるくみたてたんい、英: coherent derived unit、仏: unité dérivée cohérente）という。
一貫性は、英語で一貫性を表す名詞 coherence、ないしは一貫性を表す形容詞 coherent の訳語である。波動について「コヒーレンス」という場合は、波の振幅・位相の揃い具合を意味する。いずれも整合的な状態、首尾一貫している状態が「コヒーレント」な状態である。
単位についていうときは、システィマティックかつ整合的で単純な、単位の組み合わせ方を「コヒーレント」であるという。一貫性は日本語の文脈でも「コヒーレント」とすることがある。

## 概要
矩形の敷地は間口と奥行をかければ敷地面積が得られる。間口が6間、奥行が10間の敷地の面積は6×10=60坪である。一方、間口が12ヤード、奥行が20ヤードの敷地の面積は12×20/4840≈0.049エーカーである。坪で表す面積が単純な掛け算で求められるのに対して、エーカーで表す面積は単純な掛け算ではなく数係数1/4840を含んでいる。坪が単純な掛け算で求められるのは、間とのあいだに一貫性のある単位だからである。一方でエーカーはヤードとの間に一貫性のない単位のため、計算の際に数係数が必要となる。
一貫性のある単位を用いるとき、数値方程式が量方程式と数係数を含めて同じ形になる。そのため、量方程式にそのまま数値を入れるだけで計算ができる。
例えば、質量 0.145kg のボールの速度が 40m/s のとき、運動エネルギーは (1/2)×0.145×402=116 であり、116J と単純に計算できる。一方で同じ質量を 145g と表現したとき、運動エネルギーの計算は (1/2)×145×402÷1000=116 として数値1000で除する必要がある。
一貫性のある単位系であるSIでは、仕事率の単位は「1秒につき1ジュール」と定義されるワットである。一貫性のない米国慣用単位（ヤード・ポンド法）では、仕事率の単位は「1秒につき550フィート重量ポンド」と定義される馬力であり、550という比例係数が入っている。同様にガロンは、立方ヤードほかいずれの長さの単位の立方とも一致せず、何らかの数係数を伴う。
場合によっては、あえて一貫性のない単位が用いられることもある。例えば密度の単位として、しばしばグラム毎立方センチメートル（g/cm3）が用いられる。SIにおける一貫性のある組立単位はキログラム毎立方メートル（kg/m3）であり、g/cm3 はSIにおいて一貫性のない組立単位である。しかし密度に関しては、水の密度がほぼ1.0 g/cm3 であり、水との比較により直感的に分かりやすいため g/cm3 が用いられる。SIにおいて一貫性のある組立単位では、水の密度は 1000 kg/m3 となる。

## 定義
計量学に関する用語について、JCGMの作業部会において国際文書が作成されており、冒頭に挙げた二つの用語が次のように示されている。
一貫性のある組立単位
与えられた量体系と選ばれた基本単位の組に対して、基本単位の冪乗の積として与えられる組立単位で、1以外の係数を含まないもの
一貫性のある単位系
与えられた量体系に基づいた単位系で、その単位系における組立単位の各々が一貫性のある組立単位であるもの
一貫性の概念は与えられた量体系と選ばれた基本単位に対してのみ定まる。また、ある単位系において、ある単位が一貫性を持ち得たとして、別の単位系でも一貫性を持つとは限らない。先に挙げた密度の例ではSIにおいて一貫性のない単位 g/cm3 も、CGS単位系においては g/cm3 は一貫性のある組立単位である。

## 国際単位系における一貫性の経緯
メートル法の単位には1800年代からの科学技術の発展に応じて、様々な雑多な単位が発生し追加されてきたためにやや混乱気味であった。これに対して、改めて一貫性のある単位系として1948年にメートル法を洗練させた国際単位系（SI）が設計されることになり、その後にSI基本単位、SI組立単位、SI接頭語の追加などによりSIが確立されてきた。このような事情から、SIにおけるSI単位全体が一貫性を持つと誤解されることがあった。
この誤解を解くために、国際度量衡委員会（CIPM）は2001年に次の提案を承認した。
- 「SI単位（SI units および units of the SI）は、基本単位、一貫性のある組立単位、および推奨される倍量および分量接頭語と結合することによって得られる全ての単位の名称と見なされるべきであると提案する。その意味が基本単位と一貫性のある組立単位のみに制限されるとき、「一貫性のあるSI単位」（coherent SI units）という名称が使われるべきである」

これを受けて、国際単位系の2006年公式文書とその日本語訳注では、以下のような注意を与えている。
| しかしながら，接頭語が SI 単位とともに用いられるときには、その組み合わせは一貫性のあるものとはならない。なぜならば、接頭語は 10のべき乗という数係数を組立単位と基本単位の関係式に事実上持ち込んでいるからである。 - 訳注：第2章で述べる SI基本単位（表1）、そのべき乗の積からなるSI組立単位（表2）、固有の名称と記号を与えられた SI組立単位（表3）、及びSI基本単位とSI組立単位のべき乗の積からなるSI組立単位（表4）のことを本文書では「一貫性のあるSI単位」と呼ぶ。第3章で述べるSI接頭語（表5）を付した単位は、SI単位ではあるが一貫性のある単位ではない。 |

すなわち、用語法として、「一貫性のあるSI単位」の語と「SI単位」の語は次のように定義される。
1. 一貫性のあるSI単位：基本単位と一貫性のある組立単位からなる集合
2. SI単位：基本単位、一貫性のある組立単位、SI接頭語からなる集合

したがって、SI接頭語を付した単位を組み合わせた場合には、一貫性は失われることに留意すべきである。

## 単位の例示
既に述べたように、ある単位系において一貫性のある単位が、別の単位系でも一貫性を持つとは限らない。例えば、国際単位系とCGS単位系は、力学量に限れば同一の量体系に基づくが、両者で共に一貫性のある単位は、時間の基本単位である秒（s）とその組立単位であるヘルツ（Hz = s−1）、無次元量の単位としての 1 などに限られる。

### 一貫性のあるSI組立単位の例
SIにおいて固有の名称が与えられた29のSI単位はすべて一貫性のあるSI単位である。このうちの7のSI単位がSI基本単位として位置付けられ、残りの22のSI単位は一貫性のあるSI組立単位である。
- 平面角（ラジアン）= 長さ（メートル、m） ÷ 長さ（メートル、m）
- 立体角（ステラジアン）= 面積（平方メートル、m2） ÷ 長さの二乗（m2）
- 周波数（ヘルツ） = 時間の逆数（s−1）
- 力（ニュートン） = 質量（キログラム） × 加速度（m/s2）
- 圧力、応力（パスカル） = 力（ニュートン） ÷ 面積（m2）
- エネルギー、仕事、熱量（ジュール） = 力（ニュートン） × 長さ（メートル）
- 仕事率、放射束（ワット） = エネルギー（ジュール） ÷ 時間（秒）
- 電荷（クーロン） = 電流（アンペア） × 時間（秒）
- 電位差（ボルト） = 仕事率（ワット） ÷ 電流（アンペア）
- 静電容量（ファラド） = 電荷（クーロン） ÷ 電位差（ボルト）
- 電気抵抗（オーム） = 電位差（ボルト） ÷ 電流（アンペア）
- コンダクタンス（ジーメンス） = 電流（アンペア） ÷ 電位差（ボルト）
- 磁束（ウェーバ） = 電位差（ボルト） × 時間（秒）
- 磁束密度（テスラ） = 磁束（ウェーバ） ÷ 面積（m2）
- インダクタンス（ヘンリー） = 磁束（ウェーバ） ÷ 電流（アンペア）
- セルシウス温度（セルシウス度）= K （注）温度差を表すときのみ一貫性がある。
- 光束（ルーメン）= 光度（カンデラ） × 立体角（ステラジアン）
- 照度（ルクス）= 光束（lm）　÷　面積（m2）
- 放射性核種の放射能（ベクレル） = 時間の逆数（s−1）
- 吸収線量、カーマ（グレイ） = エネルギー（ジュール） ÷ 質量（キログラム）
- 線量当量（シーベルト） = エネルギー（ジュール） ÷ 質量（キログラム）
- 酵素活性（カタール）= 物質量（モル） ÷　時間（秒）

### 一貫性のあるCGS単位系の例
CGS単位系における電磁気量の単位系としては歴史的に電磁単位系と静電単位系があるが、これらは基本単位の組はともにセンチメートル、グラム、秒であるが、与えられた量体系が異なるため、両者の間に一貫性はない。
- 加速度（ガル、Ga） = 長さ（センチメートル、cm） ÷ 時間の二乗（s2）
- 力（ダイン、dyn） = 質量（グラム、g） × 加速度(m/s2)
- エネルギー（エルグ、erg） = 力（dyn） × 長さ（cm）
- 圧力（バリ、Ba） = 力（dyn） ÷ 面積（cm2）
- 粘度（ポアズ、P） = 圧力（Ba） ÷ 速度勾配（s−1）
- 質量密度（g/cm3） = 質量（g） ÷ 体積（cm3）
- 動粘度（ストークス、St） = 粘度（P） ÷ 質量密度（g/cm3） = 面積（cm2） ÷ 時間（秒）

CGS電磁単位
- 電流（ビオ、Bi） = 力の平方根（dyn1/2）
- 電気抵抗（cm/s）
- 磁束（マクスウェル、Mx） = エネルギー（erg） ÷ 電流（Bi）
- 磁束密度（ガウス、G） = 磁束（Mx） ÷ 面積（cm2）
- 磁界強度（エルステッド、Oe） = 電流（Bi） ÷ 長さ（cm）

CGS静電単位
- 電気量（フランクリン、Fr）
- 照射線量（レントゲン、R） = 電離電荷量（Fr） ÷ 体積（cm3）

### 一貫性のあるFPS単位の例
- 加速度（ft/s2） = 長さ（フィート、ft） ÷ 時間の二乗（s2）

FPS絶対単位
- 力（パウンダル、pdl） = 質量（ポンド、lb） × 加速度（ft/s2）

FPS重力単位
- 質量（スラグ、slug） = 力（重量ポンド、lbf） ÷ 加速度（ft/s2）

### 一貫性のないメートル系の単位の例
すでに述べたように、SI単位にSI接頭語を付した単位はすべて一貫性がない（ただし、kg は歴史的経緯から唯一、SI接頭語が付いているがSIにおいて一貫性のある単位である。）。よく使われる cm、km、mg、kN、MPa、kW を含む単位はすべてSIにおいて一貫性がない。
以下の六十進法の単位はしばしばメートル系の単位とともに用いられるが、一貫性はない。
- 時間（分 min = 60s、時間 hr = 60min、および日 day = 24hr）
- 角度（度、 ° = 2π rad/360、分、′ = °/60、および秒、″ = ′/60）

メートル系の単位のうち、SI（MKS単位系）でもCGS単位系でも一貫性のないものとして以下が挙げられる。
- 質量（トン、t = 103 kg = 106 g）※ただし MTS単位系では基本単位に位置付けられる。
- 体積（リットル、L = 10−3 m3）
- 面積（アール、a = 102 m2、およびヘクタール、ha = 104 m2）
- 圧力（バール、bar = 105 Pa）
- 長さ（オングストローム、Å = 10−10 m）
- 反応断面積（バーン、b = 10−28 m2）
- 吸収線量（ラド、rad = 10−2 Gy = 10−2 J/kg）
- 線量当量（レム、rem = 10−2 Sv = 10−2 J/kg）

## 歴史

### メートル法以前
人が考案した最も初期の単位は、単位の間で互いに関係を持っていなかった。計量単位が標準化されるようになると、初期の単位のうちのいくつかは共同体をまたがって同じ大きさを持ち、同じ量の異なる単位（例えばフィートとインチ）は一定の比率を保つようになった。しかし、容積と質量の単位が黍に結びつけられていた古代中国は別として、異なる種類の量に関係を持たせた例は、啓蒙時代以前にはほとんど痕跡がない。

### 同じ種類の量
長さの計測の歴史は、中東の初期の文明（紀元前10000年 – 紀元前8000年）にまで遡る。考古学者は、メソポタミア、インド、ユダヤやその他の文化で使用された度量衡を再構築することができた。考古学やその他の分野の証拠により、多くの文明において、同じ量の異なる単位の間の比率が整数になるように調節されたことが示されている。古代エジプトのような多くの初期の文化においては、必ずしも2、3、5の倍数が使われていたわけではない。例えば、エジプトの「王のキュビット(meh niswt)」は28フィンガー(djeba)、7パーム(shesep)である。紀元前2150年、アッカド帝国の皇帝ナラム・シンはバビロニアの度量衡を整理し、多くの単位の間の比率が2、3、5の倍数となるように調整した。例えば、1 shu-si（フィンガー）は6 she（バーリーコーン）、1 kush（キュビット）は30shu-siである。

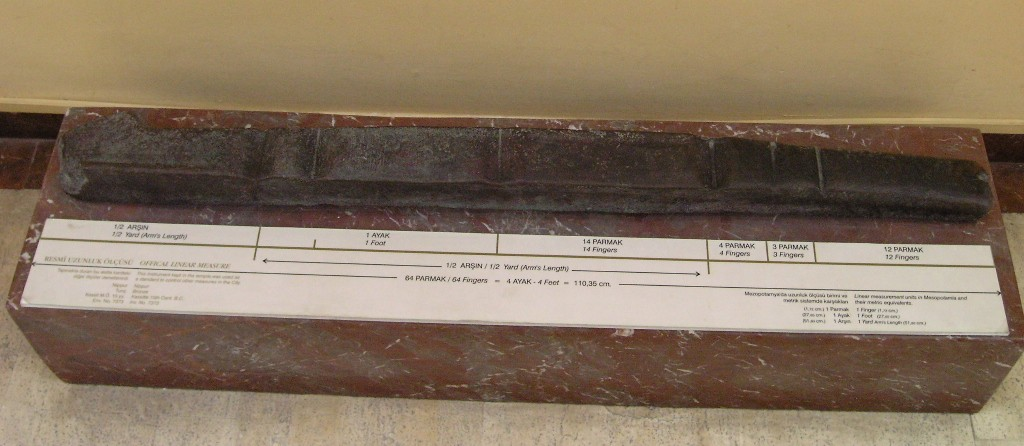
トルコ・イスタンブール考古学博物館に展示されている、紀元前3千年紀にメソポタミア・ニップルで使われていた物差し。様々な単位の目盛りが刻まれている。

## メートル法

### 合理的な単位系と水の利用
一貫性の概念は、19世紀の第3四半世紀にメートル法にもたらされた。当初のメートル法には一貫性がなかった。例えばリットルは0.001 m3であり、アールは100 m2である。しかし、質量と長さの単位を水の特性を通じて関係づけたのは、一貫性の先駆けと言えるものであった。すなわち、グラムは融点における1立方センチメートルの水の質量として定義された。
CGS単位系には、エネルギーの単位が2つあった。静力学に基づいた仕事の単位エルグ（記号: erg）と、物体の温度上昇に基づいた熱の単位カロリー（記号: cal）である。力学量の単位を基本単位としているため、エルグのみがCGS単位系において一貫性のある組立単位である（erg = g cm2/s2）。
対照的に、国際単位系は当初から一貫性を持った単位系として設計された。その結果、SIのエネルギーの単位はジュールだけとなった。

### 次元に関連した一貫性

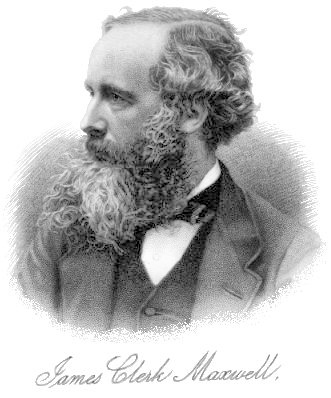
ジェームズ・クラーク・マクスウェル。一貫性のあるCGS単位系の概念を発展させ、メートル法に電気の単位を含むように拡張する際に主要な役目を果たした。

一貫性の概念は、19世紀中頃にケルヴィン卿ウィリアム・トムソンやジェームズ・クラーク・マクスウェルらによって発展し、英国科学振興協会によって奨励された。この概念はまず、1873年と1875年に、CGS単位系（メートル法）とFPS単位系（ヤード・ポンド法）に導入された。
今日最も普及している単位系である国際単位系（SI）は1948年以降に一貫性のある単位系として設計され、改良されてきた。しかし、その単位系（SI単位）の全てが一貫性を持つわけではない（前述）。
メートル法の各々の変種はいずれも一貫性がある単位系である。種々の組立単位は比例係数を伴わずに基本単位に直接関係がある。一貫性のある単位系では、例えば力・エネルギー・仕事率に関する以下の方程式に定数の因数を含める必要がない。
力 = 質量 × 加速度
エネルギー = 力 × 距離
仕事率 = エネルギー / 時間
一旦一組の一貫性のある単位系が定められたら、それらの単位を使う物理学の他の関係は自動的に真である。
```
CGS単位系
では、一貫性のある力の単位は gm と cm/s
2
 とを掛けた dyn = gm cm/s
2
 である。従って、1 dyn の力は、1 gm の質量に 1 cm/s
2
 の加速度を生じる。
```

この文章の2つの文は単なる言換えではなく、それぞれ独立した声明である。第1文は一貫性に基づいた力の単位の定義を述べており、第2文は運動の法則に代入して得られる結果を述べている。